# Acacia pycnantha
Acacia pycnantha é uma espécie de leguminosa nativa do sudeste da Austrália, pertence ao gênero Acacia, e à família Fabaceae. O explorador Thomas Mitchell foi o primeiro a coletar sua especie tipo, a partir da qual George Bentham escreveu a descrição da especie em 1842. Nenhuma subespécie é reconhecida. A Acacia pycnantha geralmente mede entre 3 e 8 metros  embora casos de especimes com até 12 metros já tenham sido reportados As árvores adultas não possuem folhas verdadeiras